# Iden
Iden è un comune di 754 abitanti della Sassonia-Anhalt, in Germania.

Appartiene al circondario (Landkreis) di Stendal (targa SDL) ed è parte della comunità amministrativa (Verwaltungsgemeinschaft) di Arneburg-Goldbeck.

## Geografia antropica

### Suddivisioni amministrative
Il territorio comunale si divide in 7 zone (Ortsteil), corrispondenti al centro abitato di Iden e a 6 frazioni:
- Iden (centro abitato)
- Busch
- Büttnershof
- Germerslage
- Kannenberg
- Rohrbeck
- Sandauerholz